# Villalba de los Alcores
Villalba de los Alcores – gmina w Hiszpanii, w prowincji Valladolid, w Kastylii i León, o powierzchni 100,67 km². W 2011 roku gmina liczyła 461 mieszkańców.